# Alí Hasán al Mayid
Ali Hassan Abd al-Majid al-Tikriti ( ʿAlī Ḥasan ʿAbd al-Majīd al-Tikrītī; árabe: علي حسن عبد المجيد التكريتي) más conocido como Alí el Químico (Tikrit, Irak, 30 de noviembre de 1941 - Kadhimiya, Bagdad, Irak, 25 de enero de 2010), fue un militar y político iraquí que ejerció diferentes puestos de relevancia durante el gobierno de su primo Sadam Huseín: ministro de Defensa, ministro del Interior, jefe de Seguridad o gobernador militar de Kuwait, entre otros. Fue juzgado y condenado a muerte en 2006 por el Alto Tribunal Penal iraquí y ejecutado en 2010, a los 68 años.

## Biografía
Su apodo de "Alí el Químico", así como el de "El Carnicero del Kurdistán", tiene su origen en la cruel campaña de Anfal en general, y muy en especial por su protagonismo en el ataque químico a Halabja, un ataque con gases tóxicos (gas mostaza) a la población kurda de Halabja, en marzo de 1988, en el cual fallecieron envenenadas miles de personas. Alí Hasán también supervisó la ocupación de Kuwait de 1990 y 1991 encargándose de su gobierno militar. También ocupó cargos relevantes durante las sucesivas represiones a las revueltas de kurdos y a las de chiíes (como la denunciada por la Human Rights Watch en 1999, en la que fallecieron cientos de personas en la población de Basora).
Por todo ello, la mayoría de las organizaciones que luchan por la defensa de los derechos humanos, así como gobiernos como el estadounidense, le consideran un criminal de guerra.

### Invasión a Irak de 2003
Empezada la invasión de Irak de 2003, ya alrededor del mes de abril, se produjo un ataque con misiles guiados por láser sobre su domicilio de Basora. Declaraciones de un alto mando (el mayor Andrew Jackson) afirmaron haber encontrado su cadáver junto al de su guardaespaldas y al del jefe de la inteligencia iraquí. Pero en junio del mismo año, el estado de Al Mayid cambió oficialmente de "muerto sin confirmación" a "desconocido", dejando la posibilidad de estar vivo. Llegó a ser el quinto iraquí más buscado, según los naipes publicados por el Gobierno estadounidense con los rostros de los iraquíes más buscados.
Al Mayid fue juzgado por el Tribunal Especial Iraquí desde el 21 de agosto de 2006 acusado de crímenes contra la humanidad y de genocidio, siendo condenado a muerte. El 29 de febrero de 2008 su condena fue confirmada y firmada su sentencia, la cual debería hacerse efectiva dentro de los 30 días posteriores a esa fecha. La sentencia de muerte fue ejecutada el 25 de enero de 2010.